# Li Yu (1591-1671)
Pour les articles homonymes, voir Li Yu.
Dans ce nom, le nom de famille, Li (李), précède le nom personnel.
Œuvres principales
Yirenyongzhan, Qingzhongpu
Li Yu (chinois 李玉), né en 1591 (?), mort en 1671 (?), est un dramaturge chinois.
La vie de Li Yu est assez obscure. Il est dramaturge professionnel sous la dynastie Qing.

## Œuvre
De son abondante production, trente-trois chuanqi, il reste aujourd'hui dix-huit pièces. Alors que les histoires d'amour sont le sujet habituel des chuanqi, les pièces de Li Yu ont pour originalité de s'inspirer des événements politiques de son temps et de faire une large place aux personnages populaires. Li Yu s'inspire à l'occasion des contes en langue vulgaire : ainsi la pièce Zhanhuakui est tirée d'un conte de Feng Menglong.
Le Yirenyongzhan est le titre donné à ses quatre pièces principales (d'après le premier caractère de chacune d'elles, Yipengxue, Renshouguan, Yongtuanyuan, Zhanhuakui). Dans Une poignée de neige, le titre est le nom donné à une coupe qu'un lettré cherche à voler à un couple qui l'a recueilli, en même temps qu'il tente de séduire l'épouse. Métamorphose en bête met en scène un homme dont l'ingratitude lui vaut d'être métamorphosé en chien. La Réunion éternelle est une satire du mariage. La Conquête de la reine des fleurs est une histoire d'amour entre un vendeur d'huile et une prostituée.
Autre pièce célèbre, Qingzhongpu est un drame historique, datant du début des Qing. L'histoire a pour cadre, sous la dynastie Ming, la lutte entre le parti Donglin et la faction des eunuques.
Simplicité et naturel sont les principales caractéristiques du style défendu par Li Yu, dramaturge attentif au goût du public et aux exigences de la scène. Connaisseur des airs tant du Sud que du Nord, Li yu a écrit une étude sur ces derniers, Beici guangzheng pu (Recueil d'une vaste révision des poèmes à chanter du Nord).

## Liste des pièces
- Yipengxue (Une poignée de neige)
- Renshouguan (Métamorphose en bête)
- Yongtuanyuan (La Réunion éternelle)
- Zhanhuakui (La Conquête de la reine des fleurs)
- Qingzhongpu (Le Cahier de la droiture[1] / La Fresque de la pure loyauté[2])
- Taipingqian (Les Sapèques de la paix)
- Qilinge (Le Belvédère de la licorne)
- Yirongren (Le Favori)
- Wugaofeng (Les Cinq Vertus)
- Liangchengbi (Le Jade qui vaut une ville)
- Wanmin'an (Le Bonheur du peuple), pièce perdue